# Avenue des Arts (Paris)
Pour les articles homonymes, voir Avenue des Arts.
L'avenue des Arts est une voie du 17e arrondissement de Paris, en France.

## Situation et accès
L'avenue des Arts est une voie privée située dans la villa des Ternes qui débute au 5, avenue de Verzy et se termine en impasse.

## Origine du nom
Son nom a été choisi par les propriétaires.

## Historique
Cette voie est créée dans le cadre de l'aménagement de la villa des Ternes, sous le nom d'« avenue des Petits-Bâtiments », avant d'être rebaptisée « avenue des Arts », nom que les propriétaires préféraient.